# Station Nairn
Station Nairn (Engels: Nairn railway station) is het spoorwegstation van de Schotse plaats Nairn. Het station ligt aan de Aberdeen to Inverness Line en is geopend in 1855.